# Odinnadtsat' molčalivych mužčhin
Odinnadtsat' molčalivych mužčhin (in russo Одиннадцать молчаливых мужчин?, Odinnadtsat' molčalivych mužčhin e in inglese Eleven Silent Men) è un film del 2022 diretto da Aleksej Pimanov.

## Trama
Alla fine del 1945, i calciatori della Dynamo Mosca arrivarono a Londra per combattere le più potenti squadre britanniche.